# Принцип племенитог такмичења
Принцип племенитог такмичења је педагошки принцип који се не односи само на спортска такмичења у школи, већ и сва друга, укључујући и такмичење са самим собом које представља потребу да се мења и развија сопствена личност, као и слика о себи.

## Пожељне активности васпитача
Такмичења се разликују и према томе што се нека теже припремају, организују, реализују и процењују, а нека лакше. Ипак, да би такмичење било успешно, сви наведени аспекти морају да буду добро одрађени. Без обзира о каквом такмичењу се ради, оно не треба да буде само себи циљ, већ да представља део васпитно-образовног рада и да се преко њега остварују циљеви тог рада. Такмичење треба да окупи што већи број деце и да задовољи њихове мотиве за успехом, постигнућем, надом и компетенцијом. Јасно је да одређеном броју ученика свако такмичење не пружа шансу, па их је потребно у току такмичења разврстати, с обзиром на диференцијалне норме и пропозиције такмичења. Такмичење има своју сврху у постизању биљих резултата и напредовању ученика, али не би смело да вређа самопоштовање васпитаника. Неопходно је да свако такмичење буде у складу са моралним васпитањем, дакле да не ствара завист и мржњу, већ да природно намеће да је прихватљиво да побеђује онај ко је бољи. Томе може допринети боље упознавање и зближавање актера надметања.